# Шейндлин, Борис Владимирович
Бори́с Влади́мирович Ше́йндлин (13 марта 1896, Санкт-Петербург, Российская империя — 13 февраля 1963, Ленинград, РСФСР) — советский теоретик права, доктор юридических наук, профессор ЛГУ, прокурор Узбекской ССР (1936—1939). Входил в состав особой тройки НКВД СССР.

## Биография
В 1923 году окончил правовое отделение факультета общественных наук Петроградского университета. B 1934 году в Институте красной профессуры защитил диссертацию кандидата юридических наук. Далее перешёл на практическую работу. В частности, в 1936—1938 годах был прокурором Узбекской ССР. Этот период отмечен вхождением в состав особой тройки, созданной по приказу НКВД СССР от 30.07.1937 № 00447 и активным участием в сталинских репрессиях.
В 1939 году был переведён на работу заведующим гражданско-судебным отделом Генеральной Прокуратуры СССР.
B период Великой Отечественной войны занимал должность заместителя прокурора фронта. Кроме того, активно участвовал в политической жизни страны, работая в различных партийных структурах.
Брат — Александр Ефимович Шейндлин, академик РАН. Племянник — Владимир Иосифович Ресин, российский государственный и политический деятель.
В 1950-х годах преподавал в Ленинградском политехническом институте имени М. И. Калинина, затем — на юридическом факультете Ленинградского государственного университета, где до конца жизни заведовал кафедрой теории и истории государства и права.

## Основные публикации
- Шейндлин Б. В. Сущность советского социалистического права. — Л., 1949.
- Шейндлин Б. В. Сущность советского права. Изд. ЛГУ, 1959. 139 стр.
- Шейндлин Б. В. О природе функций, переходящих от государственных органов к общественным организациям // Правоведение. 1960. — № 3.
- Шейндлин Б. В. Норма права и правоотношение // Вопросы общей теории советского права: сб.статей. — М. 1960.